# Poitea glyciphylla
Poitea glyciphylla är en ärtväxtart som först beskrevs av Jean Louis Marie Poiret, och fick sitt nu gällande namn av Ignatz Urban. Poitea glyciphylla ingår i släktet Poitea och familjen ärtväxter. Inga underarter finns listade i Catalogue of Life.